# Aurec-sur-Loire
Aurec-sur-Loire je naselje in občina v jugovzhodnem francoskem departmaju Haute-Loire regije Auvergne-Rona-Alpe. Leta 2012 je naselje imelo 5.804 prebivalce.

## Geografija
Kraj leži v pokrajini Auvergne ob reki Loari in njenem desnem pritoku Semène, 58 km severovzhodno od Le Puy-en-Velaya, na obrobju Saint-Étienna, 25 km jugozahodno od njegovega središča.

## Uprava
Aurec-sur-Loire je sedež istoimenskega kantona, v katerega so poleg njegove vključene še občine Pont-Salomon, Saint-Ferréol-d'Auroure in Saint-Just-Malmont s 14.327 prebivalci (v letu 2012).
Kanton Aurec-sur-Loire je sestavni del okrožja Yssingeaux.

## Zanimivosti
- grad Château seigneurial d'Aurec iz 11. do 15. stoletja, francoski zgodovinski spomenik
- grad Château du moine sacristaine, v njem se danes nahajata turistični urad in vinski muzej,
- cerkev sv. Petra iz 12. stoletja,
- stolp Oriol, ostanek nekdanjega fevdalnega gradu,
- ostanki rimskega mostu na reki Loari.